# Davi Duarte
Davi Duarte é um cantor e compositor português. 

## Festival RTP da Canção
Concorreu ao Festival RTP da Canção, integrado na lista para a votação on-line, de onde passaram 24 canções às semifinais.

## Single
- 2010- Serei alguém p'ra ti? (FRTPC2010)